# Juice Wrld
Juice Wrld (često stilizirano i kao Juice WRLD), pravog imena Jarad Anthony Higgins (Chicago, 2. prosinca 1998. – Oak Lawn, Illinois, SAD, 8. prosinca 2019.), bio je američki reper i kantautor.
Uz XXXTentaciona i Lil Peepa smatra se najistaknutijim umjetnikom emo i SoundCloud rap žanrova koji su privukli pozornost mainstreama sredinom i potkraj 2010-ih. Njegovo umjetničko ime, za koje je rekao da predstavlja "preuzimanje svijeta", izvedeno je iz kriminalističkog trilera Juice iz 1992. u kojem je glumio  Tupac Shakur.
Higgins je započeo svoju karijeru kao nezavisni umjetnik 2015., a 2017. potpisao je ugovor s produkcijama Grade A i Interscope Recordsom. Planetarnu popularnost stekao je singlom "Lucid Dreams", koji je zauzeo drugo mjesto na američkoj Billboard Hot 100 ljestvici i kasnije dobio i dijamantnu nakladu. Isti singl je bio dio njegovog trostruko platinastog debitantskog albuma Goodbye & Good Riddance, uz singlove "All Girls Are the Same", "Lean wit Me", "Wasted" i "Armed and Dangerous", a svi su se našli na ljestvici Hot 100. Zatim je surađivao s Futureom na miksanom albumu Wrld on Drugs u 2018. te potom izdao svoj drugi album, Death Race for Love, iz 2019. koji je sadržavao i hit singl "Robbery", a zatim postao njegov prvi album na prvom mjestu američke ljestvice Billboard 200.
Tragično je preminuo nakon predoziranja kombinacijom oksikodona i kodeina 8. prosinca 2019. Njegov prvi posthumni album, Legends Never Die iz srpnja 2020., izjednačio se s rekordima ljestvica za najuspješniji posthumni debi i najviše pjesama s jednog albuma koji su se našli na američkoj Hot 100 ljestvici, dok je singl "Come & Go" (s DJ-om Marshmellom) postala njegova druga pjesma koja je dosegla broj dva na Hot 100. Njegov drugi posthumni album, Fighting Demons, objavljen je 2021. s dokumentarnim filmom Juice Wrld: Into the Abyss, a sadržavao je singl s TOP 20 u SAD-u: "Already Dead".

## Diskografija

#### Albumi
- Goodbye & Good Riddance (2018.)
- Wrld on Drugs; s Futureom (2018.)
- Race for Love (2019.)

#### Posthumno
- Legends Never Die (2020.)
- Fighting Demons (2021.)
- The Party Never Ends (2024.)